# Гарана (Караш-Северин)
Гарана (рум. Gărâna) насеље је у Румунији у округу Караш-Северин у општини Бребу Ноу. Oпштина се налази на надморској висини од 937 m.

## Становништво
Према подацима из 2002. године у насељу је живело 70 становника.

### Попис2002.
| Расподела становништва по националности 2002.‍ | Расподела становништва по националности 2002.‍ | Расподела становништва по националности 2002.‍ | Расподела становништва по националности 2002.‍ | Расподела становништва по националности 2002.‍ |
| --------------------------------------------- | --------------------------------------------- | --------------------------------------------- | --------------------------------------------- | --------------------------------------------- |
|                                               |                                               |                                               |                                               |                                               |
| Румуни                                        | Румуни                                        |                                               | 35                                            | 52,2%                                         |
| Немци                                         | Немци                                         |                                               | 32                                            | 47,8%                                         |